# Trochiliformes
Ordre
Les Trochiliformes sont un ordre d'oiseaux particulièrement petits. Il n'est représenté que par une seule famille, celle des Trochilidés qui comprend les 328 espèces d'oiseaux-mouches.
Dans les classifications traditionnelles, l'ordre des Trochiliformes est considéré comme un sous-ordre des Apodiformes, les Trochili. Cet ordre est considéré comme invalide par l’ITIS.

## Liste des familles
Selon NCBI (18 mai 2012) :
- famille Trochilidae